# Sternbergia lutea
Sternbergie jaune
Espèce
Classification phylogénétique
Statut CITES
La Sternbergie jaune (Sternbergia lutea) est une espèce de plantes vivaces bulbeuses. Elle appartient à la famille des Liliaceae selon la classification classique. La classification phylogénétique la place dans la famille des Amaryllidaceae.
En France métropolitaine, elle est souvent appelée « vendangeuse » car elle fleurit en automne. Elle n'est pas sauvage mais naturalisée notamment dans le Sud-Ouest, région viticole (en particulier sur l'île d'Oléron). Elle fleurit lors des vendanges dans cette région. On l'appelle également, à tort, « Crocus d'automne », car il ne s'agit pas d'un Crocus.

## Synonyme
- Carl von Linné avait originellement nommé cette plante Amaryllis lutea.

## Répartition
Plante méditerranéenne, depuis les Baléares jusqu'en Iran.

## Culture
Sternbergia lutea se multiplie facilement, devenant parfois invasive. Néanmoins, cette espèce est présente dans la liste de l'annexe II de la CITES.

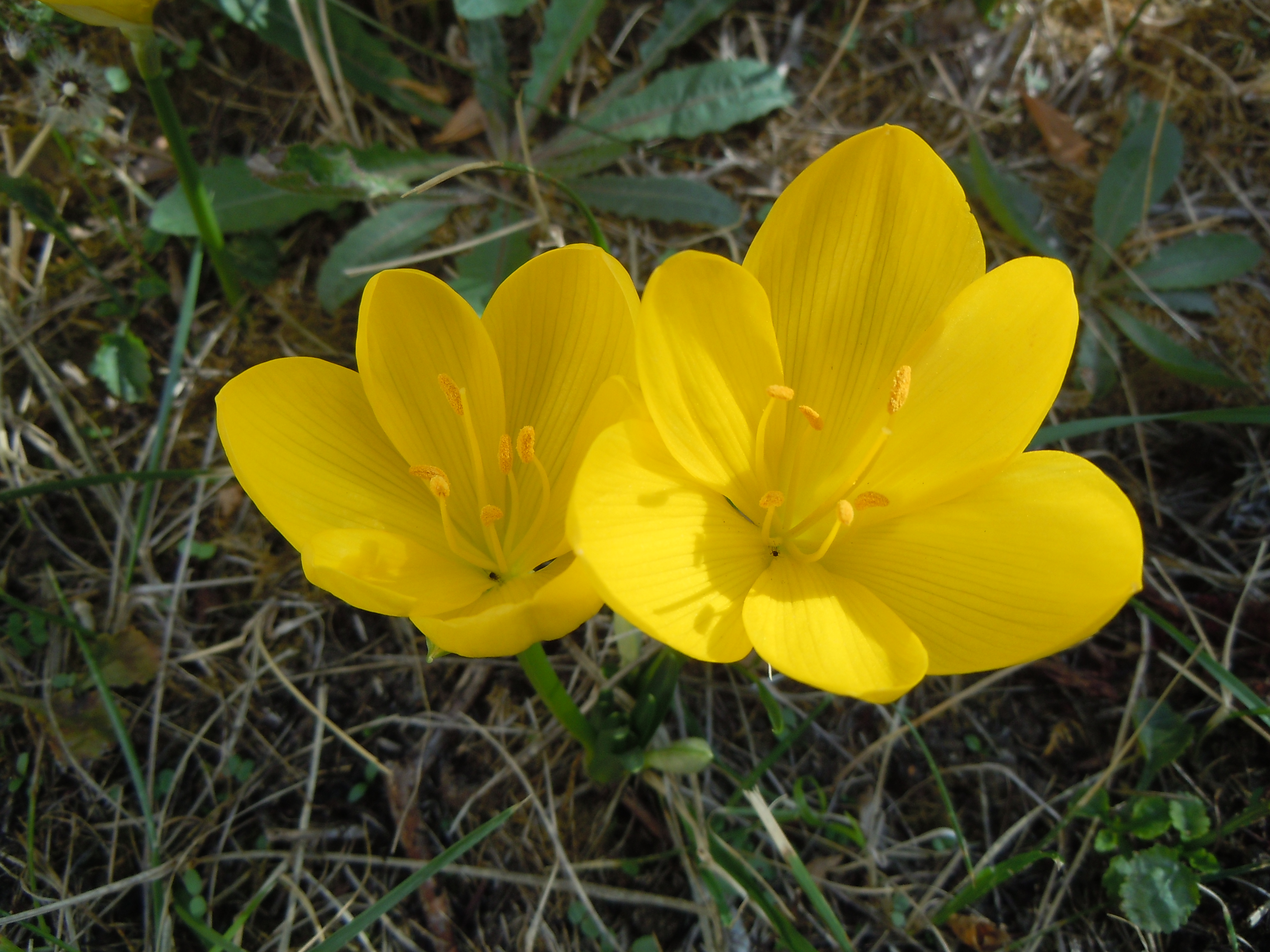
Sternbergia lutea, cultivée dans une pelouse.

Le bulbe doit être tout juste enterré dans un endroit chaud en plein soleil. La fleur apparaît en fin d'été, avec ou après les feuilles. Les feuilles, qui persistent jusqu'à la fin du printemps, peuvent souffrir du gel intense (-6 °C) dans les régions à climat continental. Le bulbe entre ensuite en dormance.
Ces Sternbergia se reproduisent très vite de manière végétative et il est bon de dédoubler les touffes assez régulièrement pour obtenir une belle floraison.